# Vlag van Guinee

Vlag van Guinee (ratio 2:3)

De vlag van Guinee is een verticale driekleur bestaande in de kleuren rood, geel en groen. Guinee nam deze vlag aan op 10 november 1958.

## Symboliek
Het model van de vlag is afgeleid van de Tricolore van voormalig kolonisator Frankrijk. De kleuren van de vlag zijn afkomstig van de kleuren van de Rassemblent Démocratique Africain, een overkoepelende organisatie van de op moment van aanname regerende Democratische Partij.
De kleuren zijn tevens de Pan-Afrikaanse kleuren en komen in Afrika op veel andere nationale vlaggen voor. De vlag van Mali toont de kleuren in omgekeerde volgorde, de vlag van Ghana in horizontale banen.
De drie kleuren hebben afgezien van hun verwantschap met de Pan-Afrikaanse kleuren in de Guineese vlag elk ook een individuele betekenis, toegekend door de eerste president van het land, Sékou Touré. Het rood symboliseert als de kleur van het bloed de opofferingen door het volk in de strijd tegen het kolonialisme. Tevens staat rood voor de arbeid die het volk levert om vooruitgang te bewerkstelligen. Geel staat voor de Afrikaanse zon, de energie die daarvan afkomt en de rijkdommen van de aarde. Groen is de kleur van de vegetatie van het land; deze kleur symboliseert de landbouw en de vooruitgang die daaruit voorkomt alsmede het leven op het platteland en de solidariteit van de landbouw. Touré koppelde de drie kleuren rood, geel en groen aan de drie respectievelijke woorden van het nationale motto Travail, Justice, Solidarité, "Arbeid, Gerechtigheid, Solidariteit".

## Geschiedenis
De onafhankelijkheid van het land werd in een dusdanig korte tijd afgekondigd dat pas vijf weken na de onafhankelijkheid, op 10 november 1958, een vlag werd aangenomen. De kleuren zijn zoals vermeld afgeleid van die van de Rassemblent Démocratique Africain. De volgorde is wellicht geïnspireerd door die van de vlag van buurland Ghana, waar Guinee destijds hecht mee samenwerkte; Touré was zelfs voor een samengaan van beide landen. Ook de symboliek die aan de drie kleuren wordt toegekend is grotendeels hetzelfde als men in Ghana doet.

Vlag van de Imamaat van Futa Jallon (pre-1896)
Vlag van de Imamaat van Futa Jallon nadat hij een Frans protectoraat werd (1896-1912)
Vlag van Frans-Guinee (1912-1958)

## Vlaggen van bestuurders

Vlag van de president van Guinee